# Plexippoides meniscatus
Plexippoides meniscatus là một loài nhện trong họ Salticidae.
Loài này thuộc chi Plexippoides. Plexippoides meniscatus được Yang, Zhu & Da-xiang Song miêu tả năm 2006.